# السی (اورگن)
السی (به انگلیسی: Elsie) یک منطقهٔ مسکونی در ایالات متحده آمریکا است که در شهرستان کلتساپ واقع شده‌است. السی ۱۳۸٫۰۸ متر بالاتر از سطح دریا واقع شده‌است.